# Волфганг (Пфалц-Цвайбрюкен)
Волфганг фон Пфалц-Цвайбрюкен (на немски: Wolfgang von Pfalz-Zweibrücken; * 26 септември 1526, Цвайбрюкен; † 11 юни 1569, Нексон, Франция) от фамилията Вителсбахи, е пфалцграф и херцог на Пфалц-Цвайбрюкен (1532 – 1569) и херцог на Пфалц-Нойбург (1557 – 1569).

## Биография
Той е единственият син на пфалцграф и херцог Лудвиг II фон Пфалц-Цвайбрюкен (1502 – 1532) и на Елизабет фон Хесен (1503 – 1563), дъщеря на ландграф Вилхелм Стари фон Хесен (1466 – 1515) и на Анна фон Брауншвайг-Волфенбютел (1460 – 1520).
До неговото пълнолетие през 1543 г. регентството води по-малкият брат на баща му, Рупрехт. След това се стига до разделянето на линията Пфалц-Цвайбрюкен с Волфганг и Пфалц-Велденц, което получава Рупрехт.
През 1545 г. Волфганг се жени за Анна фон Хесен (* 26 октомври 1529 в Касел; † 10 юли 1591, Майзенхайм), дъщеря на ландграф Филип I фон Хесен (1501 – 1567) и първата му съпруга Кристина Саксонска (1505 – 1549).
През 1557 г. от курфюрст Отхайнрих от Пфалц той получава Херцогство Пфалц-Нойбург според договора от Хайделберг, сключен през 1553 г. от различните линии на Вителсбахите. Със смъртта на Волфганг линията се разделя още веднъж на линиите Пфалц-Хилполтщайн, Пфалц-Цвайбрюкен, Пфалц-Зулцбах, Пфалц-Паркщайн и Пфалц-Биркенфелд.
Волфганг е протестант. Той издава през 1557 г. голям църковен ред. През 1566 г. Волфганг участва като императорски кавалерия-офицер в Турската война. През 1569 г. той събира войска, за да помага на преследваните хугеноти във Франция, но умира във военния лагер от заразна болест. Неговият гроб се намира в евангелистката дворцова църква на Майзенхайм.
След смъртта му надзорът върху децата му поема ландграф Вилхелм IV от Хесен-Касел, братът на вдовицата му Анна от Хесен, заедно с курфюрст Лудвиг VI от Пфалц. Анна подарява ок. 1590 г. Св. Анна Кирххоф в Хайделберг.

## Деца
Волфганг и Анна фон Хесен имат децата:
- Кристина (1546 – 1619)
- Филип Лудвиг (1547 – 1614), пфалцграф и херцог на Пфалц-Нойбург

∞ 1574 1574 принцеса Анна фон Юлих-Клеве-Берг (1552 – 1632)
- Йохан I (1550 – 1604), пфалцграф и херцог на Пфалц-Цвайбрюкен

∞ 1579 принцеса Магдалена фон Юлих-Клеве-Берг (1553 – 1633)
- Доротея Агнес (1551 – 1552)
- Елизабет (1553 – 1554)
- Анна (1554 – 1576)
- Елизабет (1555 – 1625)
- Ото Хайнрих (1556 – 1604), пфалцграф и херцог на Пфалц-Зулцбах

∞ 1582 принцеса Доротея Мария фон Вюртемберг (1559 – 1639)
- Фридрих (1557 – 1597), пфалцграф и херцог на Пфалц-Цвайбрюкен-Фоенщраус-Паркщайн

∞ 1587 принцеса Катарина София от Легница (1561 – 1608)
- Барбара (1559 – 1618)

∞ 1591 граф Готфрид фон Йотинген-Йотинген (1554 – 1622)
- Карл I (1560 – 1600), пфалцграф и херцог на Пфалц-Цвайбрюкен-Биркенфелд

∞ 1586 принцеса Доротея Мария фон Брауншвайг-Люнебург (1570 – 1649)
- Мария Елизабет (1561 – 1629)

∞ 1585 граф Емих XII от Лайнинген-Дагсбург-Харденбург (1562 – 1607)
- Сузанна (1564 – 1565)